# Formigueret cendrós
El formigueret cendrós (Myrmotherula grisea) és una espècie d'ocell de la família dels tamnofílids (Thamnophilidae).

## Hàbitat i distribució
Habita els boscos. Conegut únicament als turons andins de Bolívia central.